# Koikawa Harumachi
Koikawa Harumachi (恋川 春町) (1744-27 de agosto de 1789) fue un artista japonés de ukiyo-e y escritor del género gesaku.

## Biografía
Hijo de un samurái al servicio de un daimyō de Tanabe en la provincia de Kii, Koikawa fue nombrado Kurahashi Itaru (倉橋 格) en su nacimiento. Fue adoptado a los 20 años por un tío al que sucedió tras su muerte en 1776, en su puesto de gobernador de la residencia en Edo como daimyo del dominio de Ojima. En 1781 fue chambelán, luego gobernador y finalmente decano en 1787 con una renta de 120 koku.
Toma lecciones de pintura de Toriyama Sekien. Como su estilo se basa firmemente en el de la escuela de Katsukawa, se supone que él, al menos de manera informal, recibió entrenamiento de Katsukawa Shunsho, el ex director de la escuela. Su primer trabajo real fue crear ilustraciones para el libro de 1773 de Hōseidō Kisanji, Tōsei fūzoku tsū (当世風俗通, "Instrucciones para un estilo contemporáneo"). A partir de 1775 comienza a escribir sus primeros libros del género Kusazōshi, que publica con sus propias ilustraciones. Con Kinkin Sensei eiga no yume (金々先生栄花夢, “El magnífico sueño del maestro Kinkin”), creó en 1775 el prototipo del libro Kibyōshi de que fue uno de los pioneros del género junto a su amigo Tegara no Okamochi, de quien también ilustra los libros. De los aproximadamente 100 libros que Koikawa publica como autor o ilustrador, alrededor de 30 pertenecen al género Kibyōshi. El representante más destacado de este estilo es, sin embargo, Santō Kyōden, de una generación más joven.
Además, Koikawa también es conocido como poeta del género kyōka bajo el seudónimo de Sakanoue Furachi (酒上 不埒). Su libro más popular es Ōmugaeshi bunbu no futamishi, que publicó en 1789. Debido a que se le considera un crítico de las reformas Kansei y se burla del rōjū Matsudaira Sadanobu, es víctima de la censura que le lleva a perder todos sus puestos. Muere antes de que su juicio tenga lugar en los tribunales del bakufu.

## Obras
- 1775 Kinkin Sensei Eiga no Sume (金々先生栄花夢)
- 1776 Kōmansai Angya Nikki (高慢斎行脚日記)
- 1776 Mudai Ki (無益委記)
- 1780 Totoba Tatakai Atarashi no Ne
- 1789 Ōmugaeshi bunbu no futamishi (鸚鵡返文武二道)